# 阿西-加拉纳河

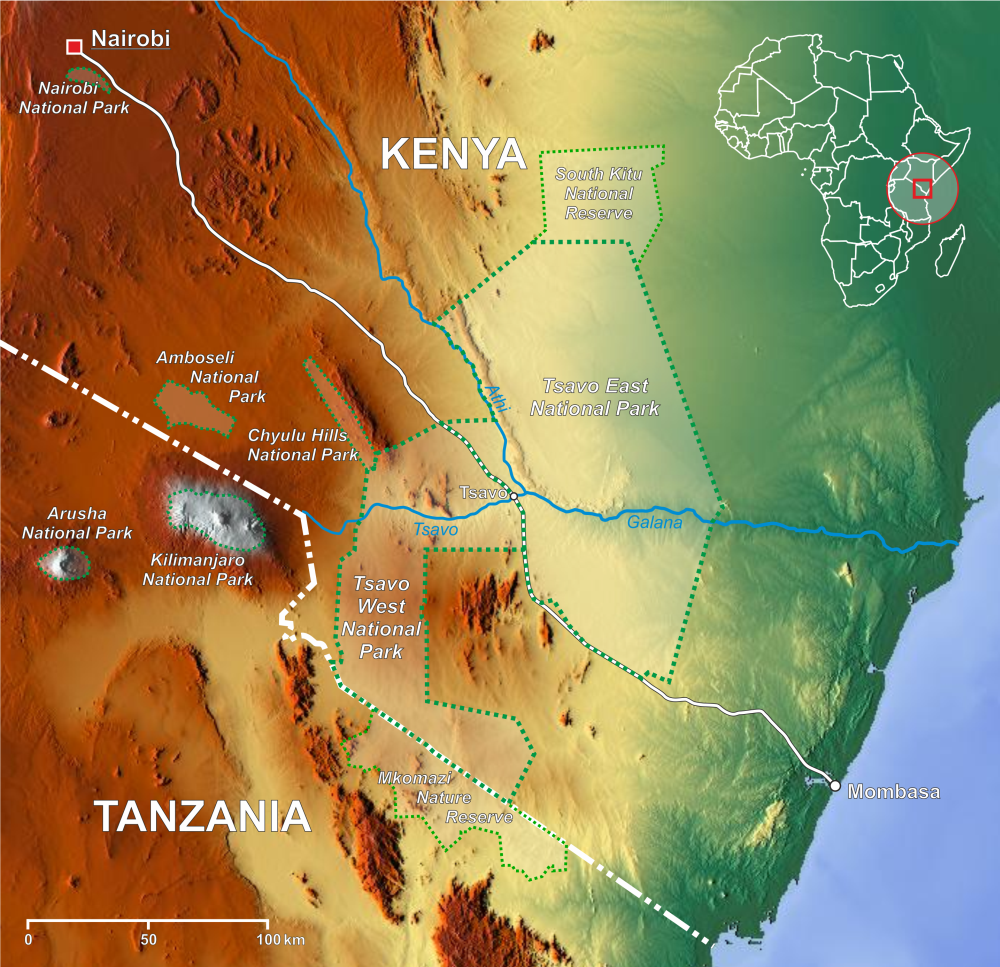
阿西-加拉纳河水系

阿西-加拉纳-萨巴基河（英語：Athi-Galana-Sabaki River）是肯尼亚第二长河（仅次于塔納河），总长为390 km，流域面积约为70,000 km²。在上游这条河被称为阿西河（Athi River），而在靠近印度洋的下游则被称为加拉纳河（Galana River；也被称为萨巴基河 (Sabaki River)）。蒙巴萨-内罗毕标轨铁路的桥梁阿西河大桥跨过此河流。

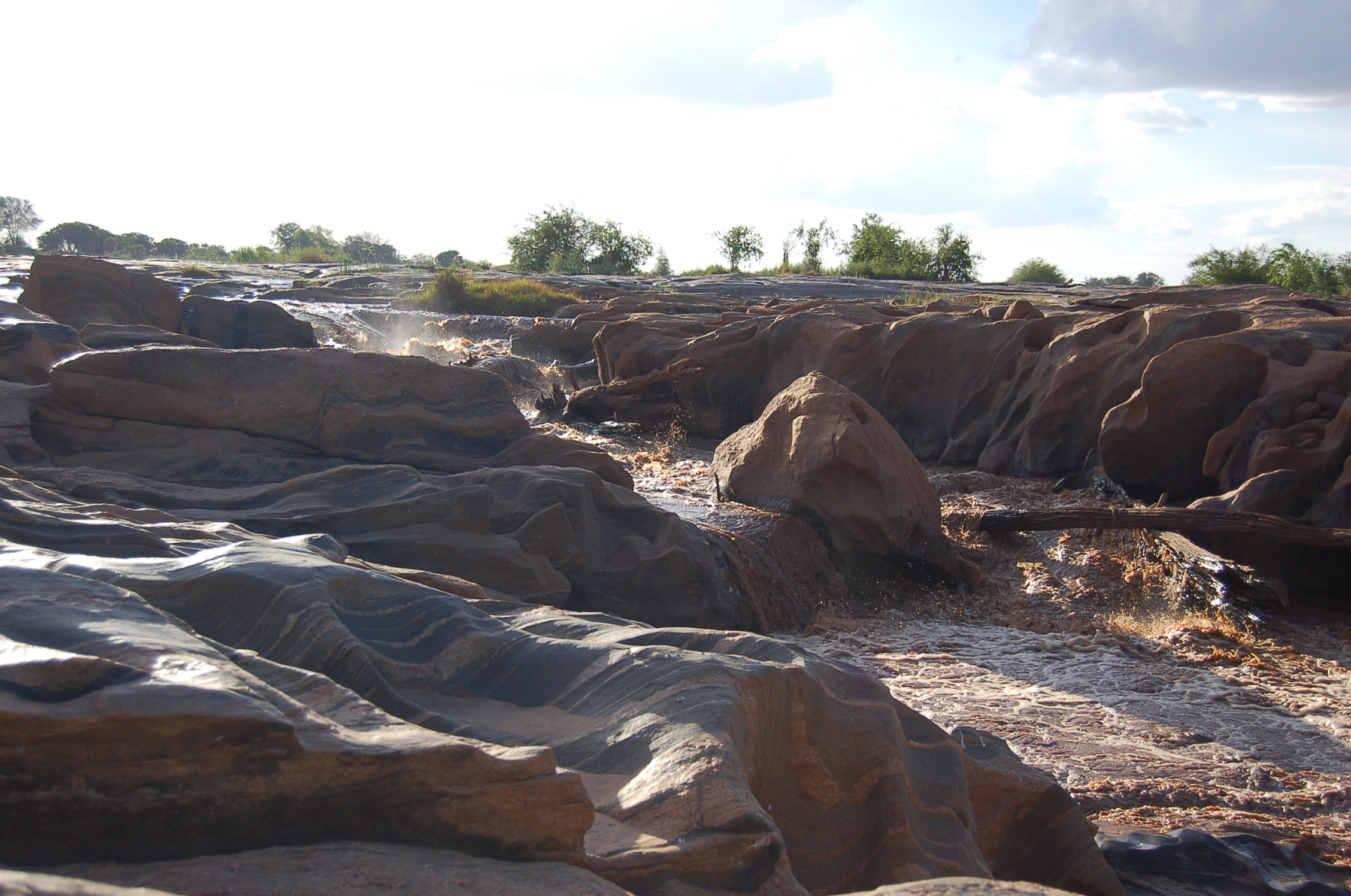
肯尼亚阿西河一景
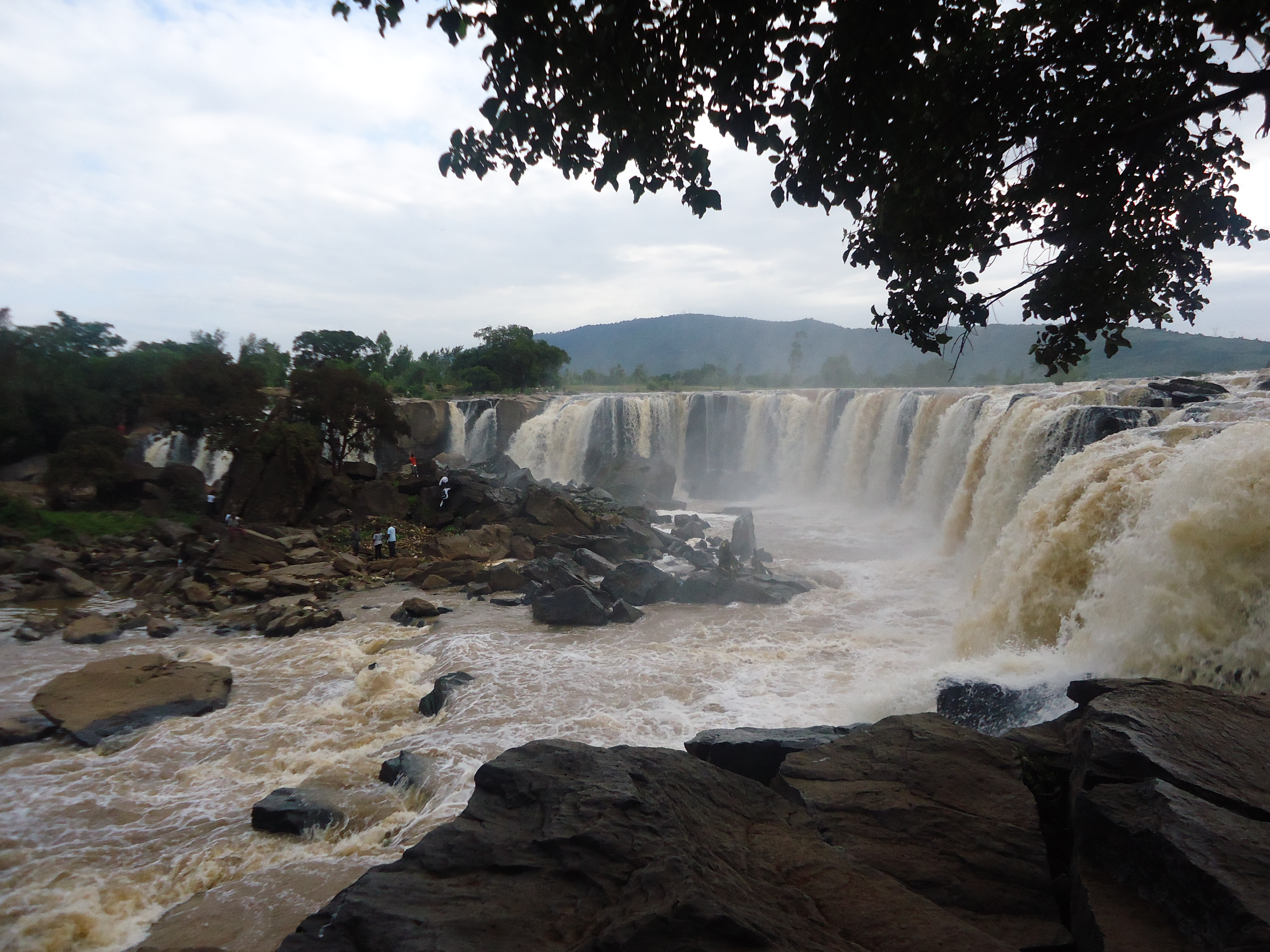
錫卡附近的瀑布
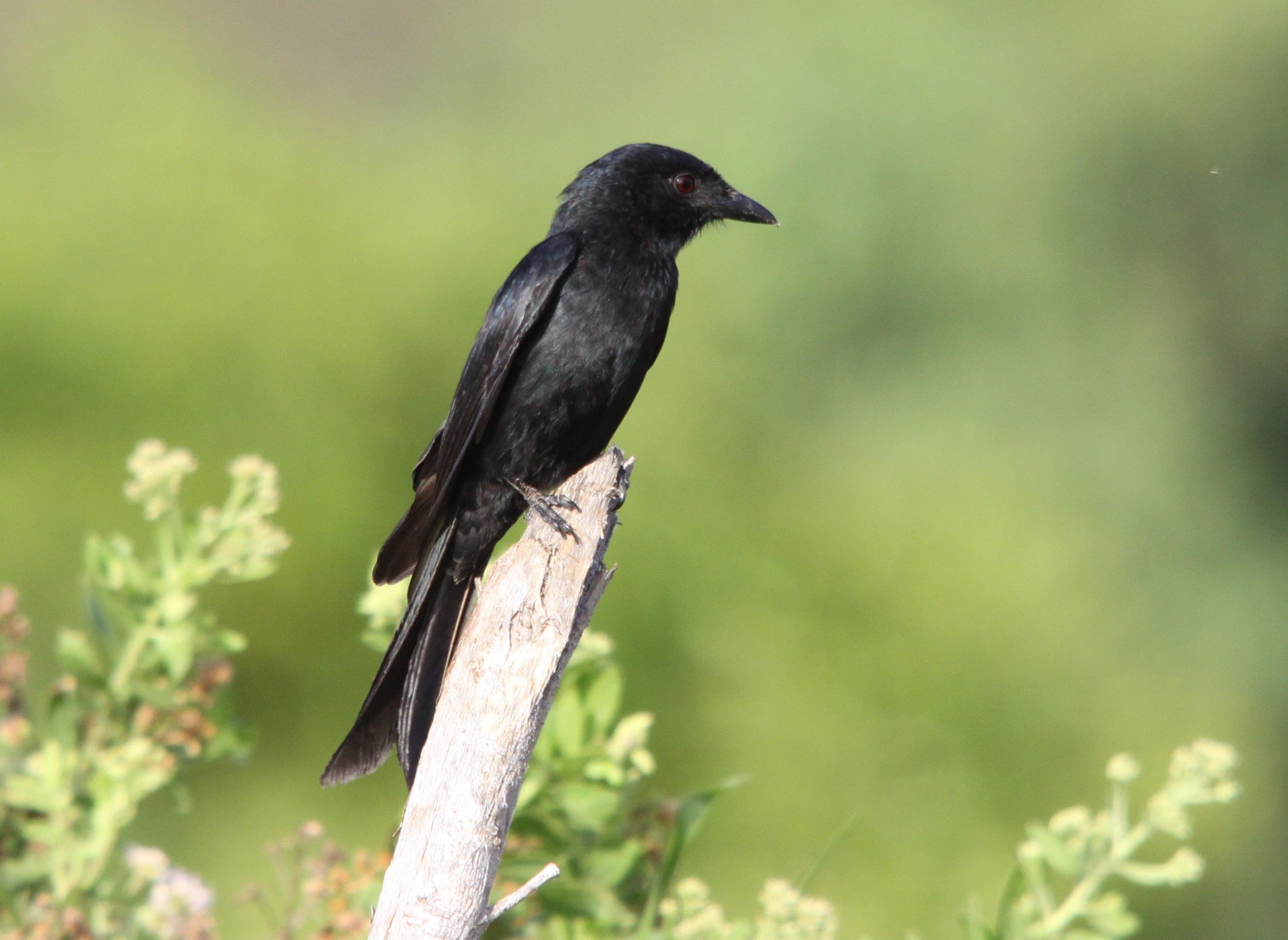
河边的一只卷尾鸟